# 吕肯堡
吕肯堡是德国莱茵兰-普法尔茨州的一个市镇。总面积2.57平方公里，总人口92人，其中男性45人，女性47人（2011年12月31日），人口密度36人/平方公里。